# Meziříčko (powiat Třebíč)
Meziříčko – miejscowość i gmina (obec) w Czechach, w kraju Wysoczyna, w powiecie Třebíč. W 2022 roku liczyła 81 mieszkańców.